# 음력 5월 12일
음력 5월 12일은 음력 5월의 12번째 날이다.

## 문화
- 2012년 - 
  - 대한민국의 새로운 광역 행정구역이자 최초의 특별자치시인 세종특별자치시가 출범하다.
  - 의정부 경전철이 개통되었다.
- 2013년 - 삼성 라이온즈 소속 이승엽이 개인 통산 및 KBO 통산 최다인 352호 홈런을 기록하였다.

## 탄생
- 1889년 - 대한민국의 독립운동가 김순애.
- 1980년 - 대한민국의 배우 박혜상.

## 사망
- 1878년 - 조선 제25대 국왕 철종의 비 철인왕후.

## 같이 보기
- 음력 360일: 1월 2월 3월 4월 5월 6월 7월 8월 9월 10월 11월 12월
- 전날:5월 11일 다음날:5월 13일 - 전달:4월 12일 다음달:6월 12일
- 양력:5월 12일
- 음력, 윤달